# Validation des études supérieures
Pour les articles homonymes, voir VES.
En France, la validation des études supérieures (VES) est une procédure permettant la validation totale ou partielle d'un diplôme par le candidat ayant suivi une formation dans un établissement ou organisme, public ou privé, en France ou à l'étranger. 
Elle résulte du décret 2002-529 du 16 avril 2002 relatif à la validation d'études supérieures accomplies en France ou à l'étranger.

## Différence entre le VES et la VAE
Contrairement à la VES, la VAE permet la validation de l'expérience professionnelle ou personnelle dans le but d'obtenir un diplôme. La VES permet à une personne n'ayant pas ou peu d'expérience professionnelle de pouvoir valider ses acquis obtenus lors des études qu'elle a réussies.